# أمير دوبوفاك
أمير دوبوفاك مواليد 29 مايو 1991 في سراييفو، هو لاعب كرة قدم بوسني. يلعب كمدافع. مثّل منتخب البوسنة والهرسك لكرة القدم.

## المسيرة الاحترافية
بدأ اللعب مع نادي ساراييفو حيث بعد أن لعب في فريق الشباب، لعب لأول مرة مع الكبار في موسم 2010-2011 في الدوري الممتاز البوسنة والهرسك. لعب مع سراييفو في الدوري البوسني حتى العطلة الشتوية من الموسم 2014-2015 عندما انتقل إلى الدوري المولدوفي الوطني ليلعب إلى جانب نادي شريف تيراسبول. بعد ذلك بعامين في العطلة الشتوية من موسم 2016-2017، انتقل إلى نادي رادنيتشكي سبليت، لعب في الدوري الكرواتي الممتاز. في الصيف التالي، غادر كرواتيا وانتقل إلى صربيا حيث وقع عقدا مع نادي بوراك تشاتشاك.

## المشاركة الدولية
كان دوبوفاك في تشكيلة منتخب البوسنة والهرسك تحت 21 سنة لكرة القدم في عام 2011.
وفي السنة نفسها، في 16 ديسمبر / كانون الأول 2011 قدم لأول مرة إلى منتخب البوسنة والهرسك في مباراة ودية ضد بولندا.
| النادي               | الموسم          | الدوري  | الدوري | الكأس   | الكأس | أوروبا  | أوروبا | المجموع | المجموع |
| النادي               | الموسم          | مباريات | أهداف  | مباريات | أهداف | مباريات | أهداف  | مباريات | أهداف   |
| -------------------- | --------------- | ------- | ------ | ------- | ----- | ------- | ------ | ------- | ------- |
| نادي ساراييفو        | 2010–11         | 9       | 0      | 1       | 0     | –       | –      | 10      | 0       |
| نادي ساراييفو        | 2011–12         | 21      | 0      | 5       | 0     | 3       | 0      | 29      | 0       |
| نادي ساراييفو        | 2012–13         | 26      | 1      | 3       | 0     | 4       | 0      | 33      | 1       |
| نادي ساراييفو        | 2013–14         | 26      | 1      | 8       | 0     | 4       | 0      | 38      | 1       |
| نادي ساراييفو        | 2014–15         | 13      | 2      | 2       | 0     | 6       | 0      | 21      | 2       |
| نادي ساراييفو        | Total           | 95      | 4      | 19      | 0     | 17      | 0      | 131     | 4       |
| نادي شريف تيراسبول   |                 |         |        |         |       |         |        |         |         |
| 2014–15              | 10              | 1       | -      | -       | –     | –       | 10     | 1       |         |
| 2015–16              | 7               | 0       | -      | -       | 1     | –       | 8      | 0       |         |
| 2016–17              | 0               | 0       | -      | -       | 1     | –       | 1      | 0       |         |
| Total                | 17              | 1       | -      | -       | 2     | 0       | 19     | 1       |         |
| نادي رادنيتشكي سبليت | 2016–17         | 12      | -      | 2       | -     | –       | –      | 14      | -       |
| مجموع الإنجازات      | مجموع الإنجازات | 124     | 5      | 21      | 0     | 19      | 0      | 164     | 5       |

## مرتبة الشرف

### النادي
نادي سراييفو
- الفائزون في كأس البوسنة والهرسك (1): 2013-14

نادي شيريف تيراسبول
- الفائزون في كأس المولدوفي (1): 2014-15
- الفائزون في كأس السوبر المولدوفي (1): 2015
- الدوري المولدوفي الوطني (1): 2015-16

### أندية لعب لها
- نادي ساراييفو
- نادي شريف تيراسبول
- نادي رادنيتشكي سبليت

## روابط خارجية
- أمير دوبوفاك على موقع قاعدة بيانات كرة القدم.إي يو (الإنجليزية)
- أمير دوبوفاك على موقع Soccerway.com (الإنجليزية)